# Le Premier venu (téléfilm)
Pour les articles homonymes, voir Le Premier venu.
Pour plus de détails, voir Fiche technique et Distribution.
Le Premier venu est un téléfilm franco-belge réalisé par Michel Leclerc d'après un scénario de Baya Kasmi et Michel Leclerc, et diffusé pour la première fois en Belgique le 30 avril 2023 sur La Une et en France le 6 septembre 2023 sur France 2.
Cette comédie romantique est une coproduction d'Elephant Story, France Télévisions, AT-Production et la RTBF (télévision belge).

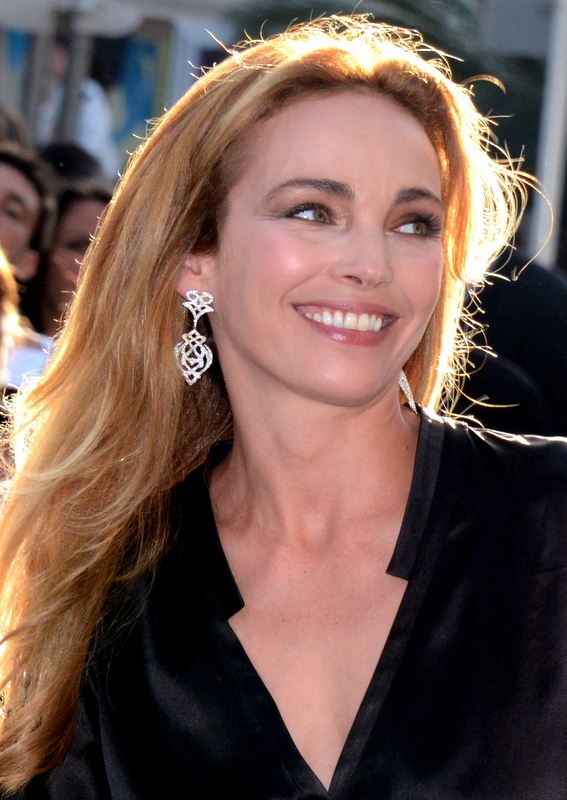
Claire Keim.

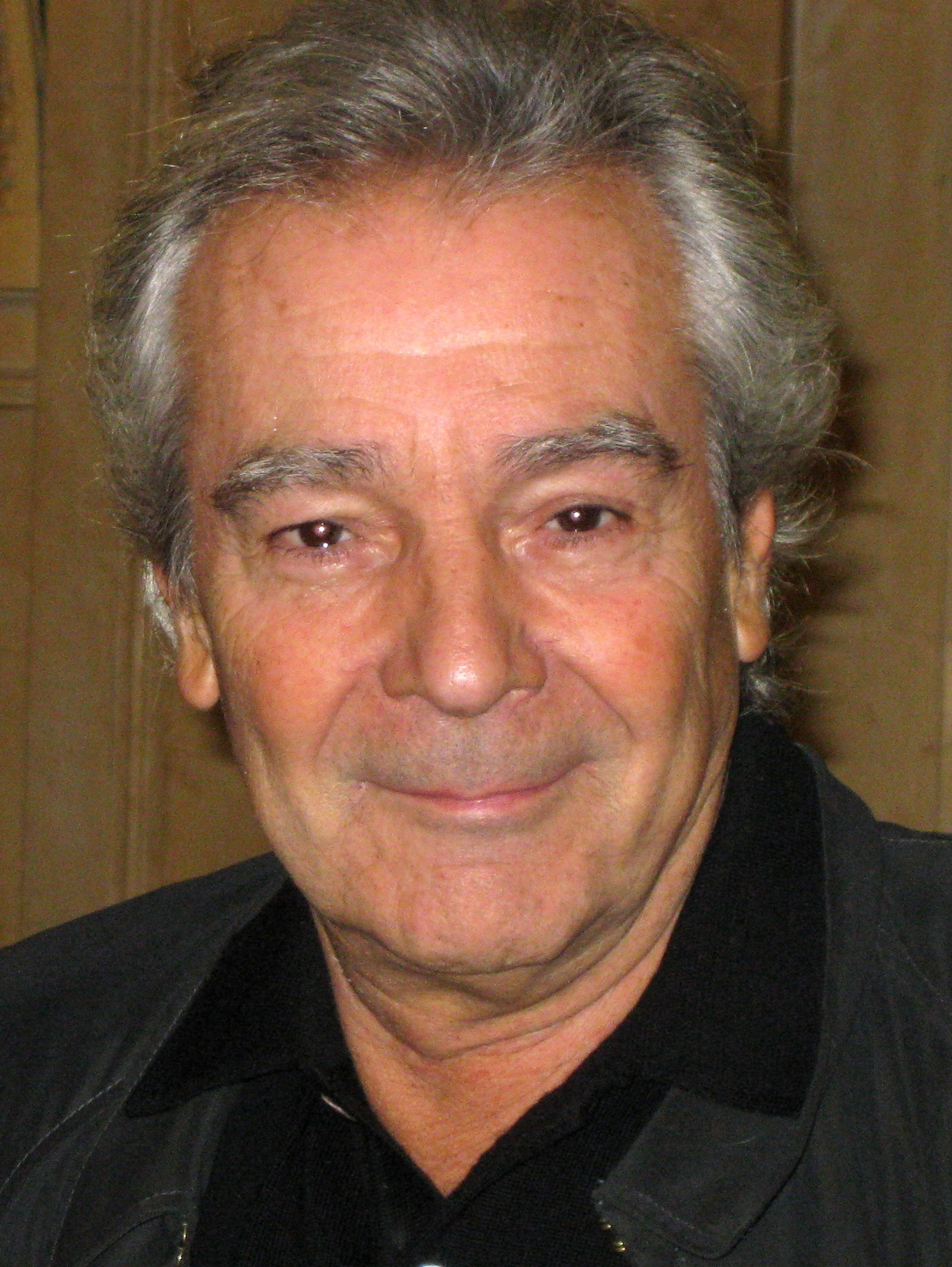
Pierre Arditi.

## Synopsis
A une dizaine de jours de son mariage, Gina Duval, présentatrice de télévision et héritière des poivres Duval, est larguée par Mathieu Tardieu, professeur d'université. C'est une grosse claque pour Gina qui pensait baigner dans le bonheur…

## Fiche technique
- Titre français : Le Premier venu
- Réalisation : Michel Leclerc[1],[2],[3],[4]
- Scénario : Baya Kasmi et Michel Leclerc[1],[2],[3],[4]
- Musique : Pierre Legay et David Hadjadj
- Décors : Pascale Consigny
- Costumes : Marie Credou
- Photographie : Pierre Dejon
- Son : Benjamin Jaussaud
- Montage : Joël Bochter
- Production : Guillaume Renouil, Gaëlle Cholet et Fanny Rondeau[1]
- Sociétés de production : Elephant Story[1],[4], France Télévisions, AT-Production et la RTBF
- Pays de production :  France /  Belgique
- Langue originale : français
- Format : couleur
- Genre : comédie romantique et sociale[1],[2],[3],[5]
- Durée : 94 minutes[1]
- Dates de première diffusion :
  - Belgique : 30 avril 2023 sur La Une[6]
  - France : 6 septembre 2023 sur France 2

## Distribution
- Claire Keim : Gina Duval
- Pierre Arditi : André Duval
- Makita Samba : Félicien
- Laurent Capelluto : Mathieu Tardieu
- Baya Kasmi : Sara
- Mohamed Seddiki : Anis
- Seyna Kane : Belly
- Marie-Armelle Deguy : Claude
- Lawa Fauquet : Rose-Marie
- Bruno Henry : Léopold
- Alexandre De Caro : le stagiaire Equidia
- Xavier Robic : le wedding planner

## Production

### Genèse et développement
Cette comédie romantique est une coproduction d'Elephant Story,, France Télévisions, AT-Production et la RTBF (télévision belge), réalisée avec la participation de la Radio télévision suisse (RTS) et de TV5 Monde.
Le téléfilm est une adaptation de la série israélienne Love hurts : le scénario est de la main de Baya Kasmi et Michel Leclerc, et la réalisation est assurée par Michel Leclerc.
La production est assurée par Guillaume Renouil, Gaëlle Cholet et Fanny Rondeau pour Elephant Story.

### Tournage
Le tournage se déroule du 24 octobre au 23 novembre 2022 à Paris et en région parisienne,,,.

## Diffusions et audience
En Belgique, le téléfilm, diffusé le 30 avril 2023 sur La Une, est regardé par 148 279 téléspectateurs.